# Île des Rats
Ne doit pas être confondu avec Îles Rat.
L'île des Rats est une île sur l'Oise, située dans le département du même nom dépendant administrativement de la commune de Venette en France.

## Description
Elle s'étend sur environ 790 m de longueur pour une largeur d'environ 66 m. Elle est reliée à la rive gauche de l'Oise par une écluse et à la rive droite par un barrage dit « de Venette ». Elle est habitée et contient une vingtaine d'habitations.

## Histoire
L'île fut créée artificiellement à la fin du XIXe siècle pour faciliter la navigation sur l’Oise. Elle se développe peu après la construction d’une nouvelle écluse (125 mètres x 12) destinée à accueillir les trains de cinq péniches et leur remorqueur circulant sur le fleuve. Les mariniers trouvaient dans l’ile plusieurs cafés-épiceries pour se ravitailler. Le pont métallique qui enjambe la dérivation de l'île a été créé en 1895.
Il existe une association de la Sauvegarde de la Faune de l'Ile des Rats dont le siège est à Compiègne.